# Lentiz onderwijsgroep
De Lentiz onderwijsgroep is een organisatie die bestaat uit in totaal twaalf scholen voor voortgezet onderwijs in de regio Nieuwe Waterweg, in het Westland en in Delft. Aan deze scholen worden vmbo-, mbo-, havo- en vwo-opleidingen gegeven.
Voorheen heette de groep HollandAccent Onderwijsgroep (afgekort HAOG), maar die naam is gewijzigd in de zomer van 2008.

## Accent College
Het Accent College verzorgde onderwijs op interconfessionele grondslag en omvatte de volgende scholen:
- Accent College Geuzenplein in Vlaardingen - vmbo, is in de nieuwe naamgeving Lentiz | Geuzencollege geworden
- Accent College  Groen van Prinsterer in Vlaardingen - vmbo, havo, vwo, is in de nieuwe naamgeving Lentiz | Groen van Prinstererlyceum geworden
- Accent College Kastanjedal in Maassluis - vmbo, is in de nieuwe naamgeving Lentiz | VMBO Maassluis geworden
- Accent College Reviusplein in Maassluis - havo, vwo, mavo, is in de nieuwe naamgeving Lentiz | Reviuslyceum geworden
- Accent College Schiedam - vmbo, is in de nieuwe naamgeving Lentiz | VMBO LIFE College geworden

## Holland College
Het Holland College verzorgde onderwijs op algemeen bijzondere grondslag. Het omvatte de volgende scholen:
- Holland College vmbo - Dalton in Naaldwijk, is in de nieuwe naamgeving Lentiz | Dalton MAVO geworden
- Holland College vmbo - Maasland in Maasland, is in de nieuwe naamgeving Lentiz | VMBO Maasland geworden
- Holland College vmbo - Naaldwijk. Is in de nieuwe naamgeving Lentiz | Floracollege geworden
- Holland College MBO - Dier & Groene Ruimte (Maasland), is in de nieuwe naamgeving Lentiz | MBO Maasland geworden
- Holland College MBO - Groen, is in de nieuwe naamgeving Lentiz bij MBO Westland geworden
- Holland College MBO - Voeding (Delft), is in de nieuwe naamgeving Lentiz | MBO LIFE College geworden en verhuisd naar Schiedam